# Секулович, Горан
Го́ран Секу́лович (черног. Горан Секуловић; род. 1958, Подгорица) — черногорский писатель и публицист.
Окончил философский факультет университета в Никшиче. Получил известность как журналист, пишущий на политические и культурные темы, — в том числе биографией президента Черногории Мило Джукановича «Загадка одной харизмы» (серб. Enigma jedne harizme; 1998) и программным сочинением «Черногорская идентичность» (серб. Crnogorski identitet; 2011). Руководитель издательства «Pobjeda», одного из старейших в Черногории. Председатель Общества охраны черногорского культурного наследия (серб. Društvo za očuvanje crnogorske duhovne baštine). Автор более двадцати книг прозы, поэзии и эссеистики, в том числе романа «Русский дом» (серб. «Руска кућа») и книги хайку «Между крестами» (серб. «Међу Трскама»).